# Galderma
Galderma é uma empresa de soluções médicas, criada a partir de uma joint-venture entre Nestlé e L'Oréal, em 1981. Está presente em 40 países, incluindo o Brasil (desde 1995).
Em 2019 se tornou a maior empresa global de dermatologia independente do mundo.
Especializada em pesquisa, desenvolvimento e comercialização de soluções terapêuticas, corretivas e estéticas para doenças de pele, unhas e cabelos, a Galderma possui centros dedicados à inovação em dermatologia em Nice (França), Princeton (Estados Unidos da América) e Tóquio (Japão), além das fábricas localizadas na Alemanha, Canadá, França, Suéciaá e em Hortolândia, interior do estado de São Paulo.

## História
As origens da Galderma datam de 1961 e a fundação da empresa de dermatologia Owen em Dallas, Texas, EUA por M. Owen.
Em 2007, a Campanha Corporativa Global da Galderma ganhou o Prêmio Internacional de Excelência da Medical Medical Association.
Em 2011, a Galderma adquiriu a Q-Med, uma empresa sueca de dispositivos médicos.
Em 2014, a Nestlé comprou de volta todas as ações da L'Oréal, criando assim uma nova unidade do grupo Nestlé chamada Nestlé Skin Health. A transação teve um valor de € 3,1 bilhões (US $ 4,23 bilhões) e foi paga pela Nestlé com 21,2 milhões de ações da L'Oréal.
Em 2019, a Galderma se torna a maior empresa Global de dermatologia independente do Mundo.